# NSU Motorenwerke AG

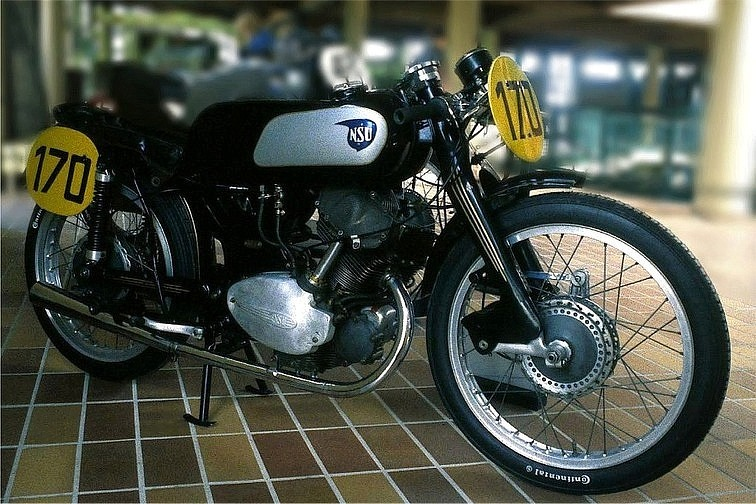
NSU Rennfox (1952)

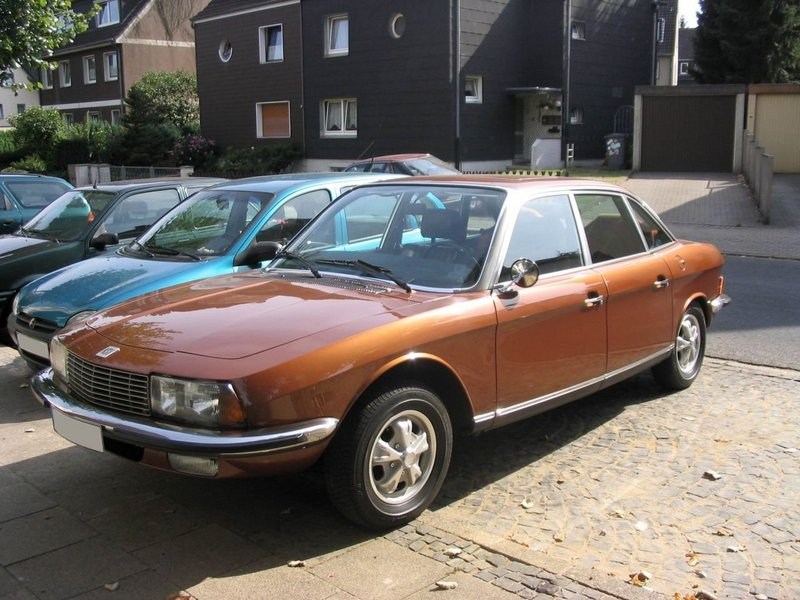
En 1975 års NSU Ro80.

NSU Motorenwerke AG, vanligen NSU, var en tysk cykel-, motorcykel- och personbilstillverkare. NSU grundades 1873 i Riedlingen av Christian Schmidt och Heinrich Stoll. 1880 flyttade företaget till Neckarsulm. 1886 började man tillverka cyklar och från 1901 motorcyklar. Namnet NSU kommer från staden Neckarsulm vars namn kommer från floderna Neckar och Sulm.

## Historia

### 1873–1918

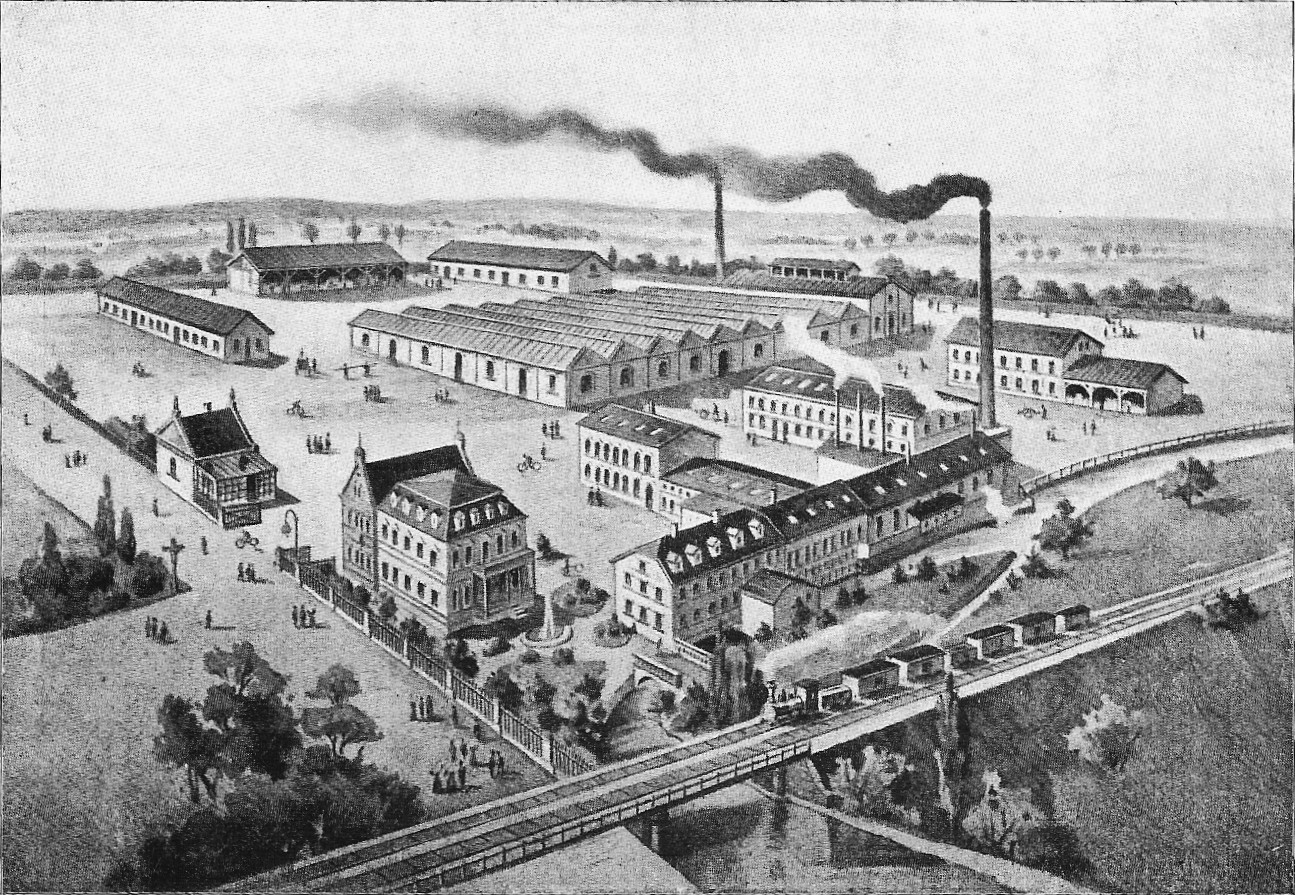
NSU Werke, 1900

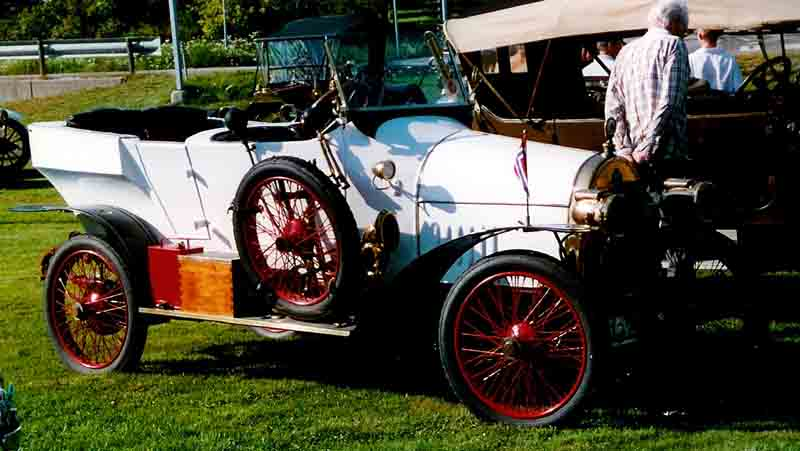
NSU 6/18 PS Doppelphaeton 1913

NSU grundades 1873 av Christian Schmidt och Heinrich Stoll i Riedlingen. Man började tillverka stickningsmaskiner och företaget hette Mechanische Werkstätte zur Herstellung von Strickmaschinen. 1880 beslöt man att flytta till Neckarsulm i närheten av Heilbronn. 1884 blev man ett aktiebolag under det nya namnet Neckarsulmer Strickmaschinen-Fabrik AG. 1886 började man tillverka cyklar med modeller som Germania och Pfeil. 1892 slutade man tillverka stickningsmaskiner. 1897 antog man namnet Neckarsulmer Fahrradwerke AG och 1901 följde bredvid cykeltillverkningen även motorcykeltillverkning. 1904-1905 började man använda namnet NSU på motorcyklarna. 
1906 började man utveckla bilar. Den första var den trehjuliga Sulmobil. 1913 antog man namnet Neckarsulmer Fahrzeugwerke AG och NSU blev företagets varumärke. Man tillverkade då 13 000 cyklar och 2 500 motorcyklar. Man exporterade motorcyklar över hela världen. 

### 1919–1945
1927 slogs NSU samman med Schebera AG i Berlin till NSU Vereinigte Fahrzeugwerke AG Neckarsulm.
NSU-Fiat skapades 1929 då Fiat tog över licenstillverkningen från NSU som hamnat i en ekonomisk kris. Fiat fortsatte tillverkningen i den från NSU övertagna fabriken i Heilbronn När NSU åter började tillverka personbilar bytte företaget namn till Neckar 1957.
Under andra världskriget tillverkade NSU modellen Kettenkrad (NSU HK101) för Wehrmacht. Motorn tillverkades av Opel. 
1945 låg NSU:s fabrik i Neckarsulm i ruiner.

### 1946–1968

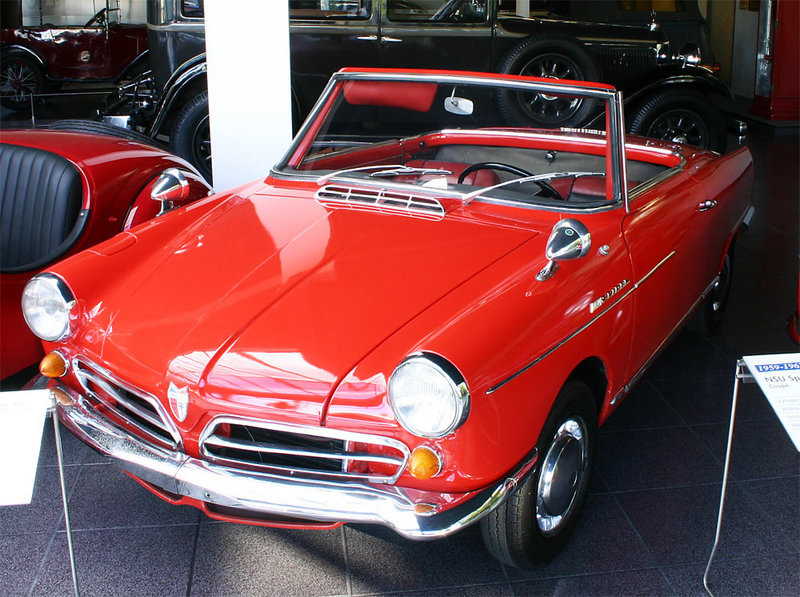
NSU Wankel Spider.

1947 återupptogs motorcykelproduktionen av förkrigsmodellerna NSU Quick, NSU 125 ZDB och NSU 251 OSL. 1949 kom den första efterkrigsmodellen. 1955 tillverkades cirka 350 000 tvåhjulingar som exporterades till omkring 9 länder. Företagets firade stora framgångar med den från Lambretta (Innocenti) på licens tillverkade NSU Lambretta.
På 50-talet skördade NSU stora framgångar på tävlingsbanorna med sina motorcyklar och flera hastighetsrekord slogs. Några står sig än idag. 1955 upphörde licensen från Lambretta på scootrar. NSU:s konstruktörer beslöt bygga en egen scooter, Prima D, 147cc som presenterades 1956. 
Denna utvecklades fort och snart presenterades både 150cc Prima III och 175cc Prima V (Fünfstern). En fyrtakts-scooter med Max- teknik, kallad Maxima, var produktionsklar i början på 1960-talet men projektet skrotades då försäljningssiffrorna för scootrar dalade. 
Man återupptog under 1950-talet personbilstillverkningen. Under efterkrigstiden kom klassiska småbilar som NSU Prinz och NSU TT. NSU TT firade framgångar inom racing.
I slutet av 1960-talet kom NSU med nya större modeller. De moderna NSU Ro 80 som var kulmen på företagets satsning på Wankelmotorer. Felix Wankel hade sedan början av 1950-talet lett utvecklingsarbetet med Wankelmotorer vid NSU. Ro 80 mottog utmärkelsen Årets bil 1968.
Comotor var ett samägt företag av NSU och Citroën grundat 1967 och med säte i Luxemburg. Företagets uppgift var att tillverka wankelmotorer och följde den överenskommelse som gjorts mellan NSU och Citroën 1964 som resulterade i utvecklingsbolaget Comobil i Genève.

### Efter 1969
1969 köptes företaget upp av Volkswagen och införlivades i Audi och det nya företaget Audi NSU Auto Union AG. Detta förde också med sig att NSU-modellen K70 kort efter sin introduktion förvandlades till Volkswagen K 70. Bilar under namnet NSU fortsatte att tillverkas fram till 1977 då Ro 80-modellen slutade tillverkas och samtliga modeller fick heta Audi. Från 1985 heter företaget Audi AG. NSU:s fabriker finns kvar i Neckarsulm och tillverkar idag Audi-modeller.
NSU finns fortfarande kvar som företag och är idag ett dotterbolag till Audi med säte i Neckarsulm. Dagens NSU GmbH har hand om koncernens historiska arbete.

## Museum

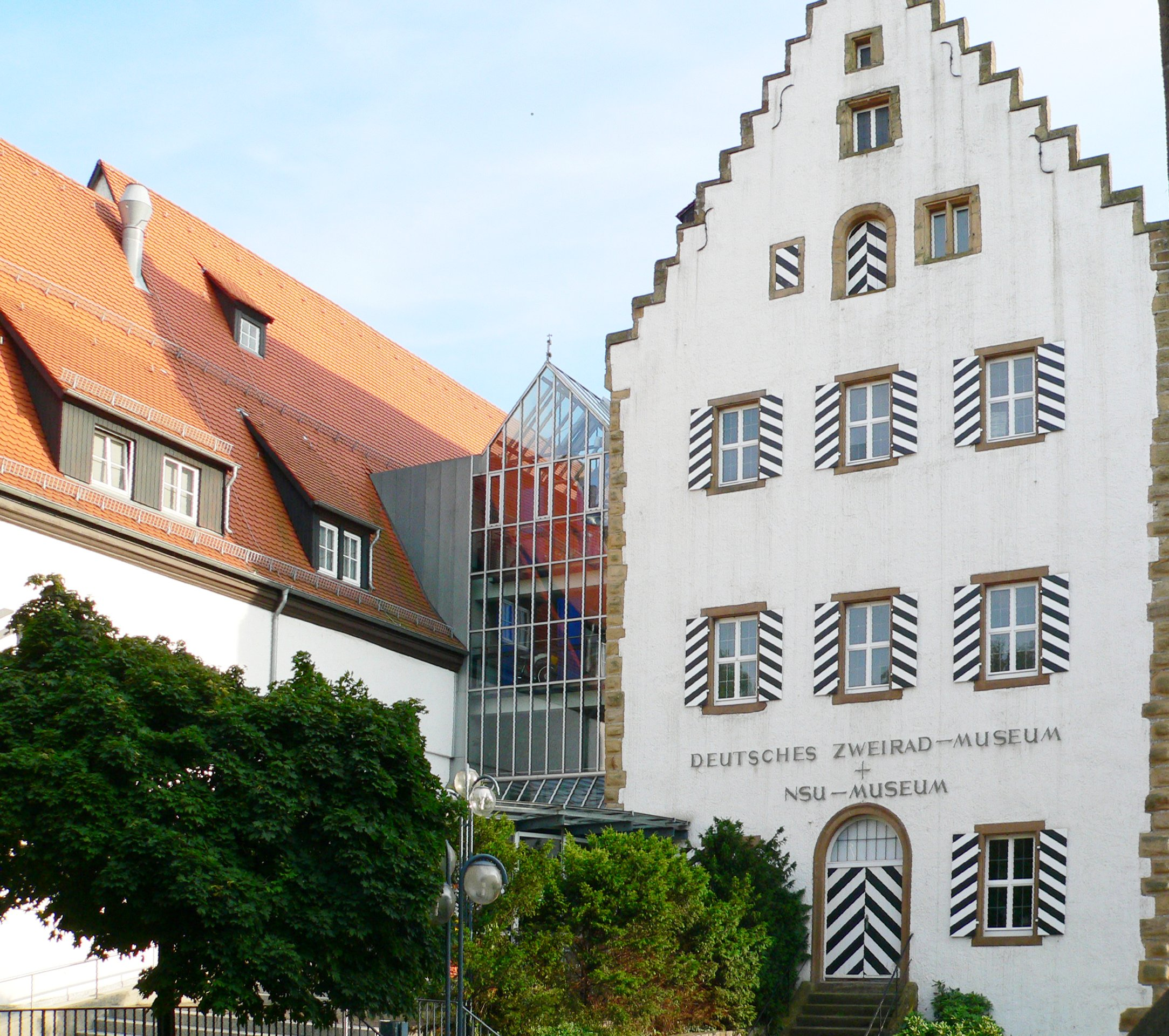
Deutsches Zweirad- und NSU-Museum

Deutsches Zweirad- und NSU-Museum ligger i Neckarulm.

## Modeller

### Motorcykelmodeller

NSU motorcyklar
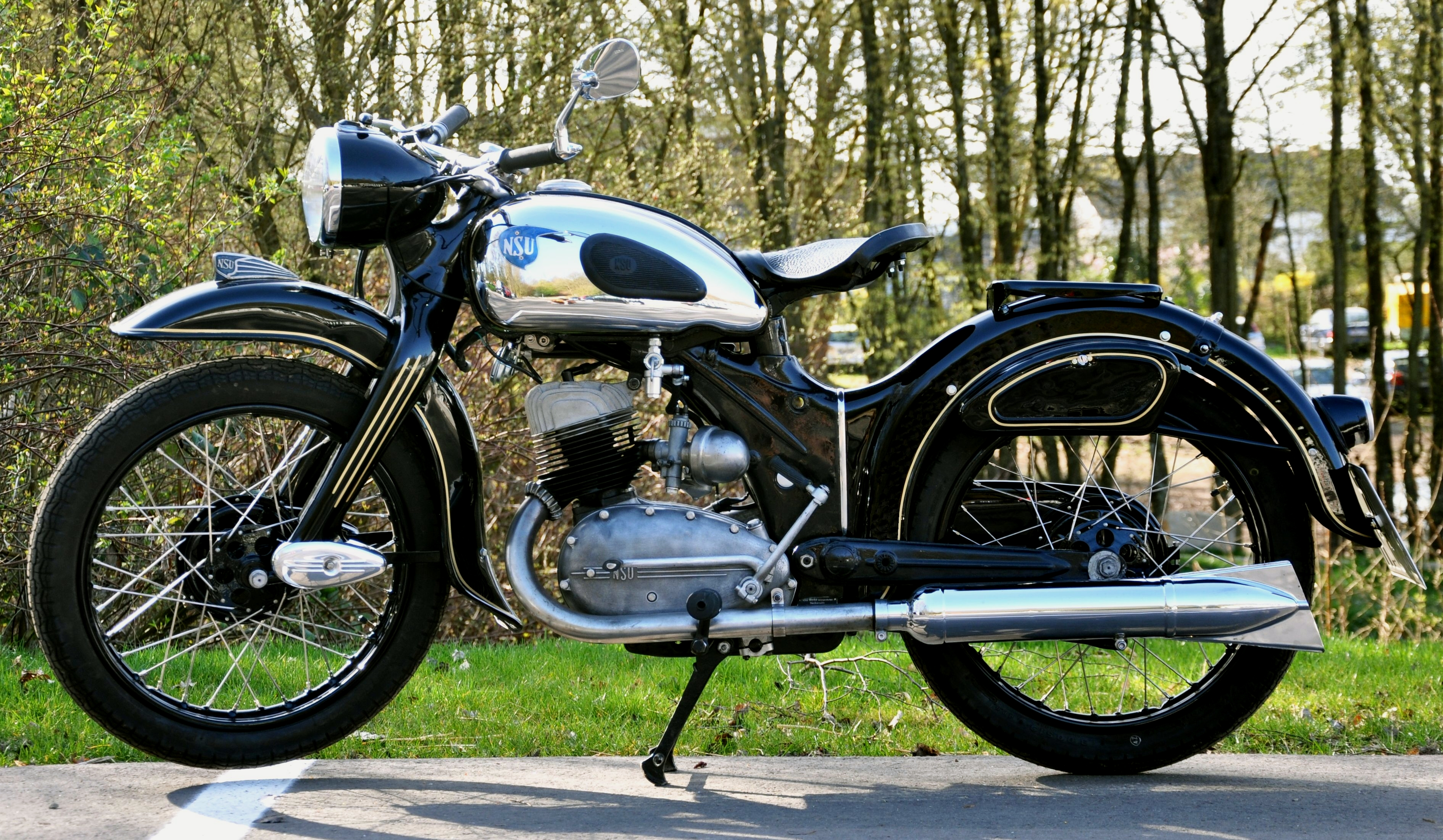
NSU Lux (1952)
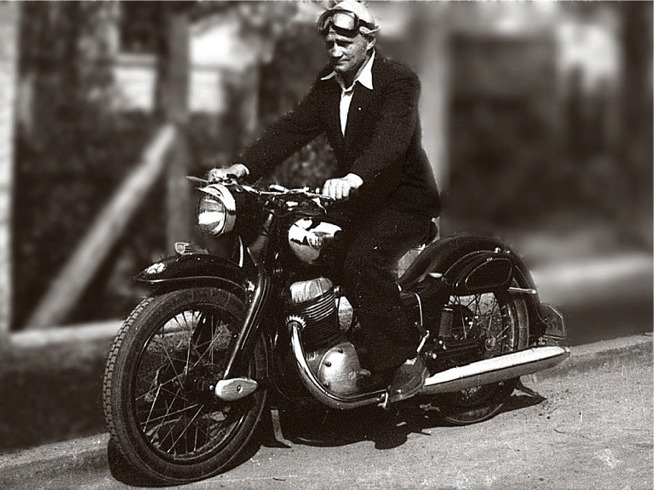
NSU Max (1955)
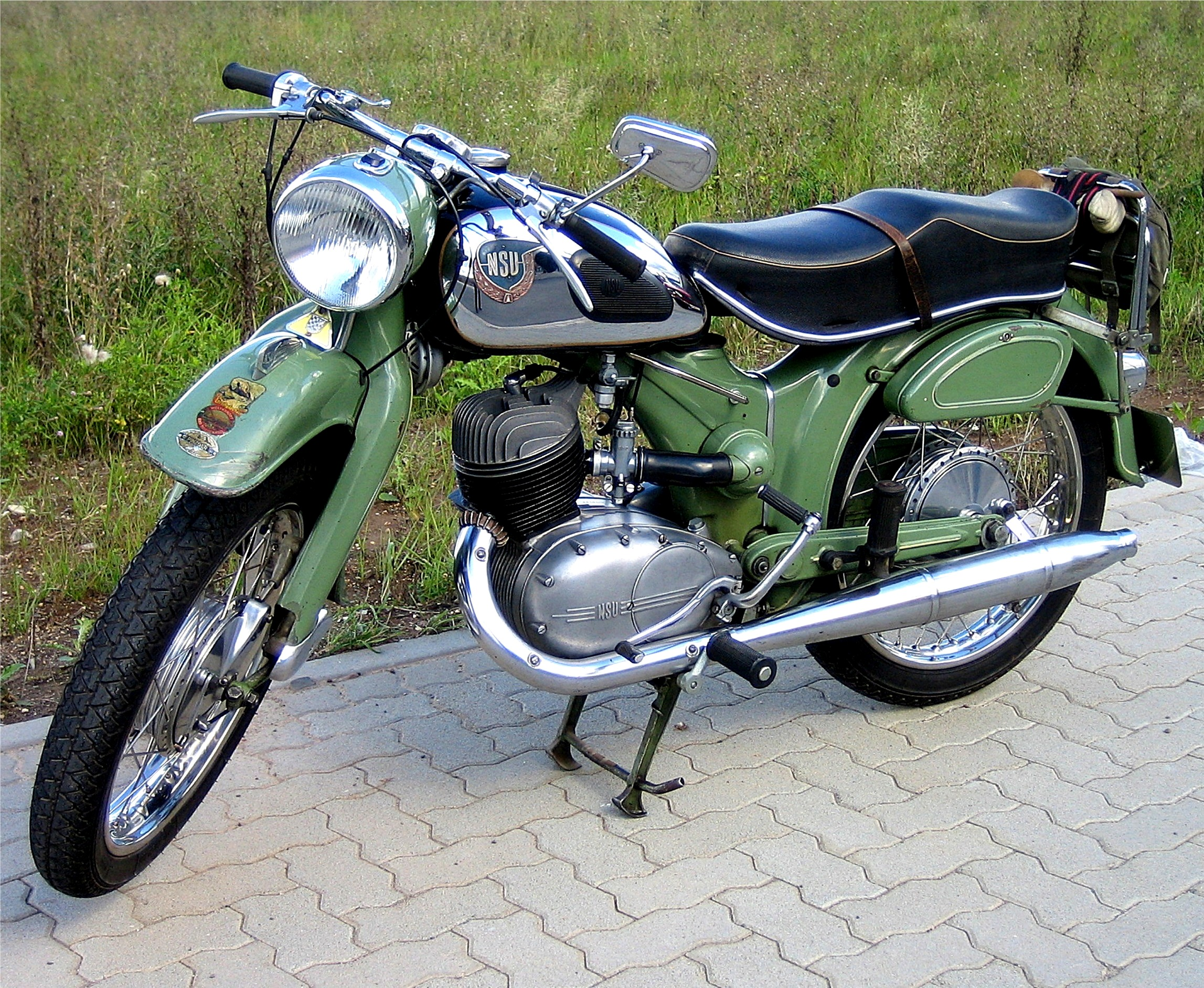
NSU Superlux (1955)
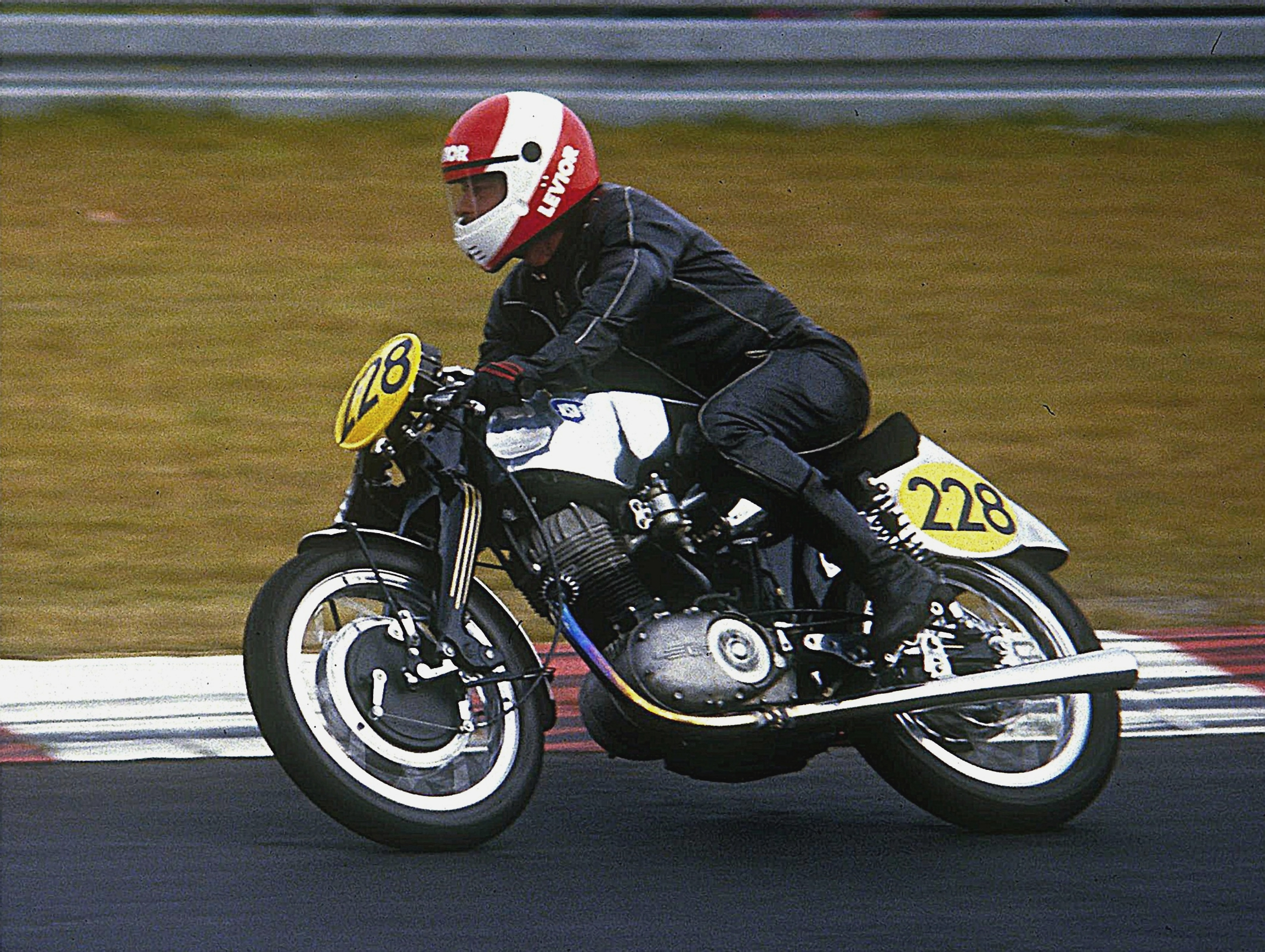
NSU Sportmax (1956)

### Personbilsmodeller
- NSU Prinz
- NSU Sport Prinz
- NSU TT
- NSU Spider
- NSU Ro 80